# Pedra Bela (kommun)
Pedra Bela är en kommun i Brasilien.   Den ligger i delstaten São Paulo, i den sydöstra delen av landet, 800 km söder om huvudstaden Brasília. Antalet invånare är 5 780.
Följande samhällen finns i Pedra Bela:
- Pedra Bela

I omgivningarna runt Pedra Bela växer huvudsakligen savannskog. Runt Pedra Bela är det ganska tätbefolkat, med 90 invånare per kvadratkilometer.